# F21 (torpedo)
O F21"Artemis" é um torpedo pesado desenvolvido na França pela DCNS para a Marinha Francesa .

## Desenvolvimento
O objetivo do programa F21 Torpedo é substituir o F17 por um torpedo de nova geração, mais ágil, mais rápido, mais inteligente e com maior desempenho operacional. O torpedo F21 é o único novo desenvolvimento de torpedo pesado no mundo. Suas características são significativamente superiores a todos os outros torpedos pesados atualmente em serviço. O torpedo pesado F21 foi projetado para neutralizar navios e submarinos inimigos. Com um alcance e velocidade excepcionais, o torpedo F21 está previsto para evoluir pelo fundo do mar mas também e especialmente nas zonas costeiras muito barulhentas e muito densas no tráfego marítimo  Equipará gradualmente todos os submarinos franceses, a partir de 2018. O contrato inclui o desenvolvimento e entrega de cerca de cem torpedos F21 e sua integração em submarinos franceses.
Foi escolhido pela Marinha do Brasil para equipar os submarinos da Classe Riachuelo e o futuro submarino nuclear em desenvolvimento SN Álvaro Alberto (SN-10).

## Usuarios
França
- Marinha Francesa

 Brasil
- Marinha Brasileira